# Mučenje ruskih vojakov v Mali Rogan
25. marca 2022 zvečer so pripadniki ukrajinskih oboroženih sil v kraju Mala Rogan v noge ustrelili tri ruske vojne ujetnike in mučili ranjene ruske vojake. Zločin je dokumentiral Visoki pooblaščenec Združenih narodov za človekove pravice in je opredeljen kot vojni zločin.
Ujetniki so bili postavljeni v vrsto pred jarkom in nato naloženi na vozila. Pet ruskih vojakov, od katerih so bili vsaj tri ranjeni v noge, je med zasliševanjem s strani ukrajinskih oboroženih sil ležalo na tleh z zvezanimi rokami. Nekateri ujetniki so bili na robu zavesti.
Nato sta bila na dvorišče pripeljana še dva vojaka in ustreljena v noge, kakor tudi še en ujetnik, stoječ poleg. Eden izmed na novo pripeljanih vojakov je bil udarjen v glavo s kopitom puške.
29. junija 2022 je Urad Visokega pooblaščenca Združenih narodov za človekove pravice objavil poročilo, v katerem je incident v Mali Rogan omenjen kot eden izmed dokumentiranih primerov usmrtitve po hitrem postopku in mučenja ruskih vojnih ujetnikov in oseb hors de combat, ki naj bi ga zagrešile ukrajinske oborožene sile. Kot je poročala agencija za človekove pravice, so člani ukrajinskih oboroženih sil tri zajete ruske vojake ustrelili v noge in mučili ranjene ruske vojake. Poročilo tudi omenja, da je eden izmed udeležencev incidenta pozneje priznal, da so nekateri od njegovih tovarišev dejansko mučili ruske vojake.
Eden od mučenih vojakov naj bi bil identificiran kot Ivan Kudrjavcev iz Omske oblasti.

## Odzivi
Dmitrij Peskov, tiskovni predstavnik ruskega predsednika je dejal, da je na posnetkih "pošastna vsebina" in da bi jo morali preiskati pravniki.